# Josef Švandrlík
Josef Švandrlík (15. února 1866, Třebusice – 1917 Terst, Itálie) byl český malíř, stavitel a pedagog.

## Život
Studoval na Akademii výtvarných umění v Praze u prof. Františka Sequense, dále na akademiích v Antverpách a Paříži. Působil v Praze (studio v ul. Höflerova č. 10), rodných Třebusicích a v Itálii. Je autorem mnoha figurálních kompozic, například obrazu Ukřižovaného (životní velikost) v kapli Nejsvětější Trojice na zámku Koleč, dnes se tam nenachází, snad byl přestěhován (havarijní stav zámku).